# Masataka Imai
Masataka Imai (今井 雅隆, Imai Masataka) est un footballeur japonais né le 2 avril 1959. Il évoluait au poste de gardien de but.

## Biographie
Il dirige la sélection de Macao lors des éliminatoires du mondial 2006.

## Équipe nationale
- Équipe du Japon de futsal
  - Participation à la Coupe du monde de futsal : 1989[1]